# Berlinghiero Gessi
Berlinghiero Gessi, född 28 oktober 1563 i Bologna, död 6 april 1639 i Rom, var en italiensk kardinal och biskop. Han tjänade som kardinalkollegiets kammarherre från den 10 januari 1639 till sin död.

## Biografi
Berlinghiero Gessi var son till Giulio Cesare Gessi och Valeria Segni. Vid Bolognas universitet blev han iuris utriusque doctor och blev auditör vid Rota Romana. År 1589 utnämndes han till professor i rättsvetenskap vid Bolognas universitet. År 1594 återvände Gessi till Rom, där han kom att verka som refendarieråd vid Apostoliska signaturan.
I november 1606 utnämndes Gessi till biskop av Rimini och biskopsvigdes senare samma månad av kardinal Antonio Maria Sauli i Sixtinska kapellet. Kardinal Sauli assisterades vid detta tillfälle av biskoparna Claudio Rangoni och Alessandro Guidiccioni. 
Den 19 januari 1626 upphöjde påve Urban VIII Gessi till kardinalpräst och han erhöll i juli året därpå Sant'Agostino som titelkyrka. År 1633 utnämndes Gessi till prefekt för Apostoliska signaturan.
Kardinal Gessi avled i Rom år 1639 och är begravd i Cappella della Santissima Trinità i Santa Maria della Vittoria.

## Bilder

Kardinal Berlinghiero Gessis titelkyrka
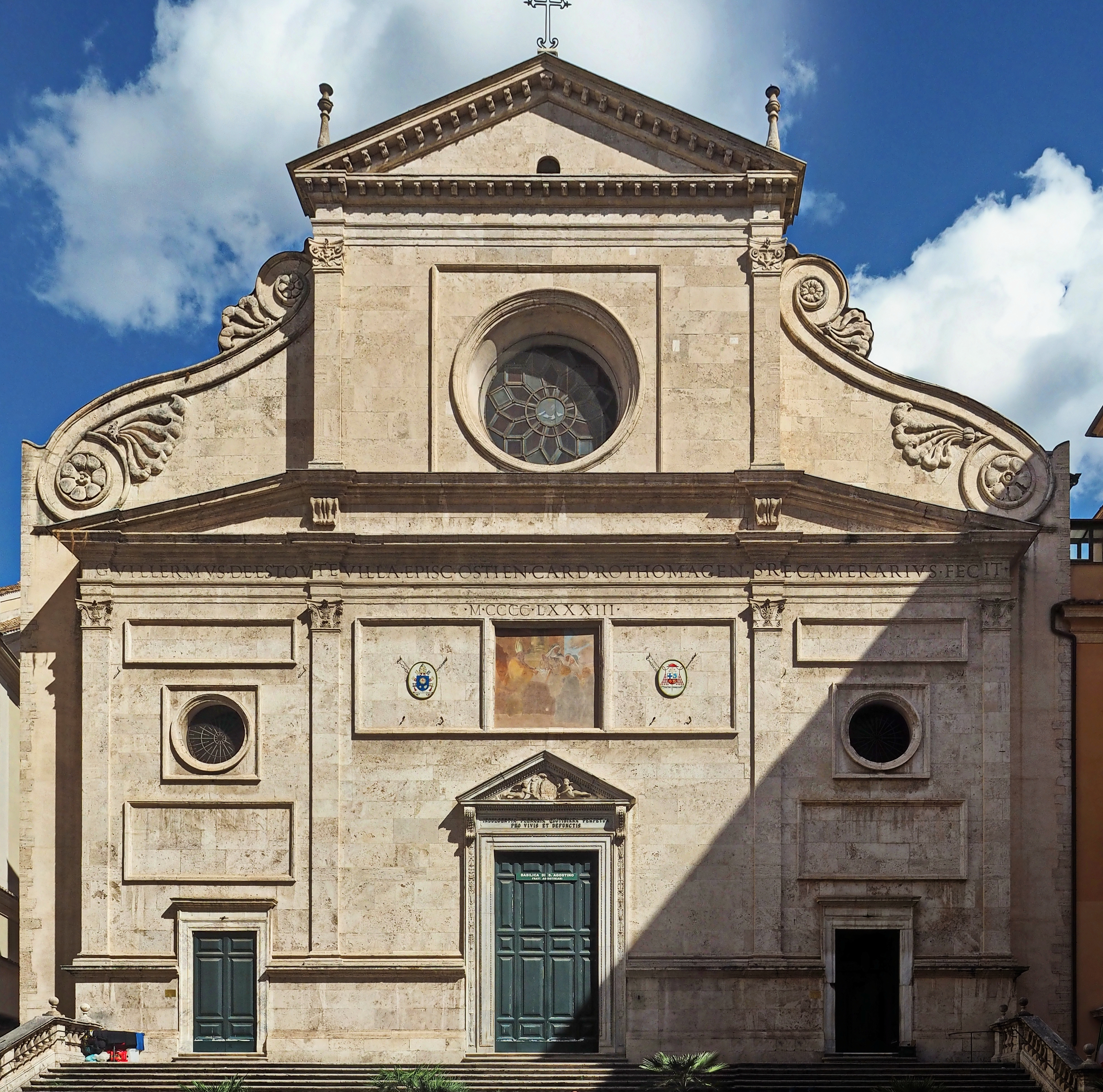
Sant'Agostino.